# 맥코믹 신학교
맥코믹 신학교 (McCormick Theological Seminary)는 미국장로교(PCUSA)에 소속된 10개의 신학교 가운데 한곳이다. 일리노이주 시카고에 있는 시카고 대학교 옆에 있으면서 루터 신학교와 캠퍼스를 공유하고 있다. 시카코 총회에 소속되었지만 타 교단의 기독교인들에게도 교육을 한다.  1829년 인디애나주 하노바에서 시작되었다가 1859년 현재 링컨 파크로 이주하였다. 그때 학교 명칭은 하노바 신학교였다. 그러나 후에 미국의 미국의 발명가 사이러스 매코믹이 학교의 이사회의 이사였는데 그의 이름을 따라서 학교를 맥코믹 신학교로 명칭하였다. 한국교회에 많은 선교사들이 이 학교의 출신들이었다.

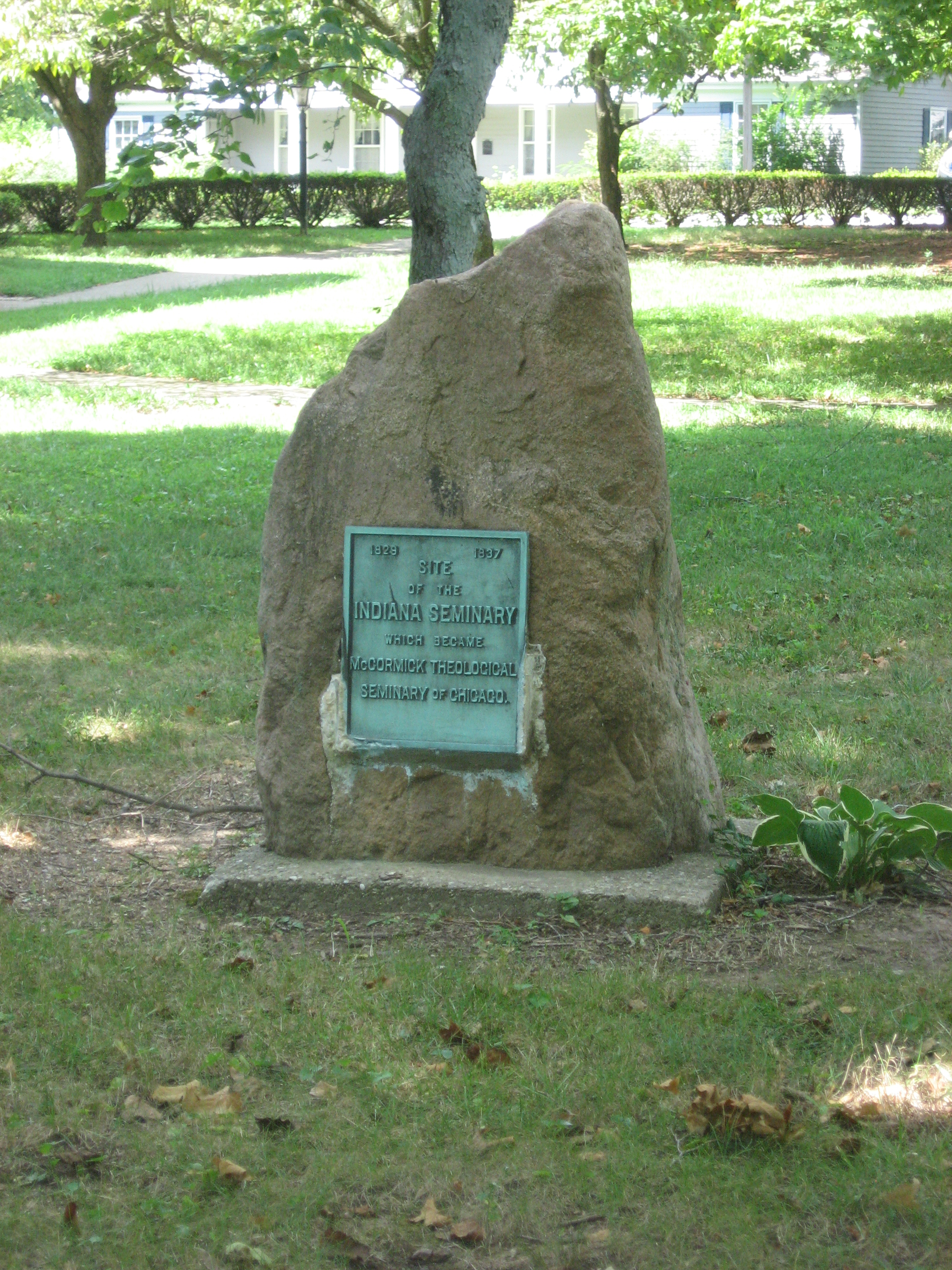
하노바에 있는 신학교 기념비

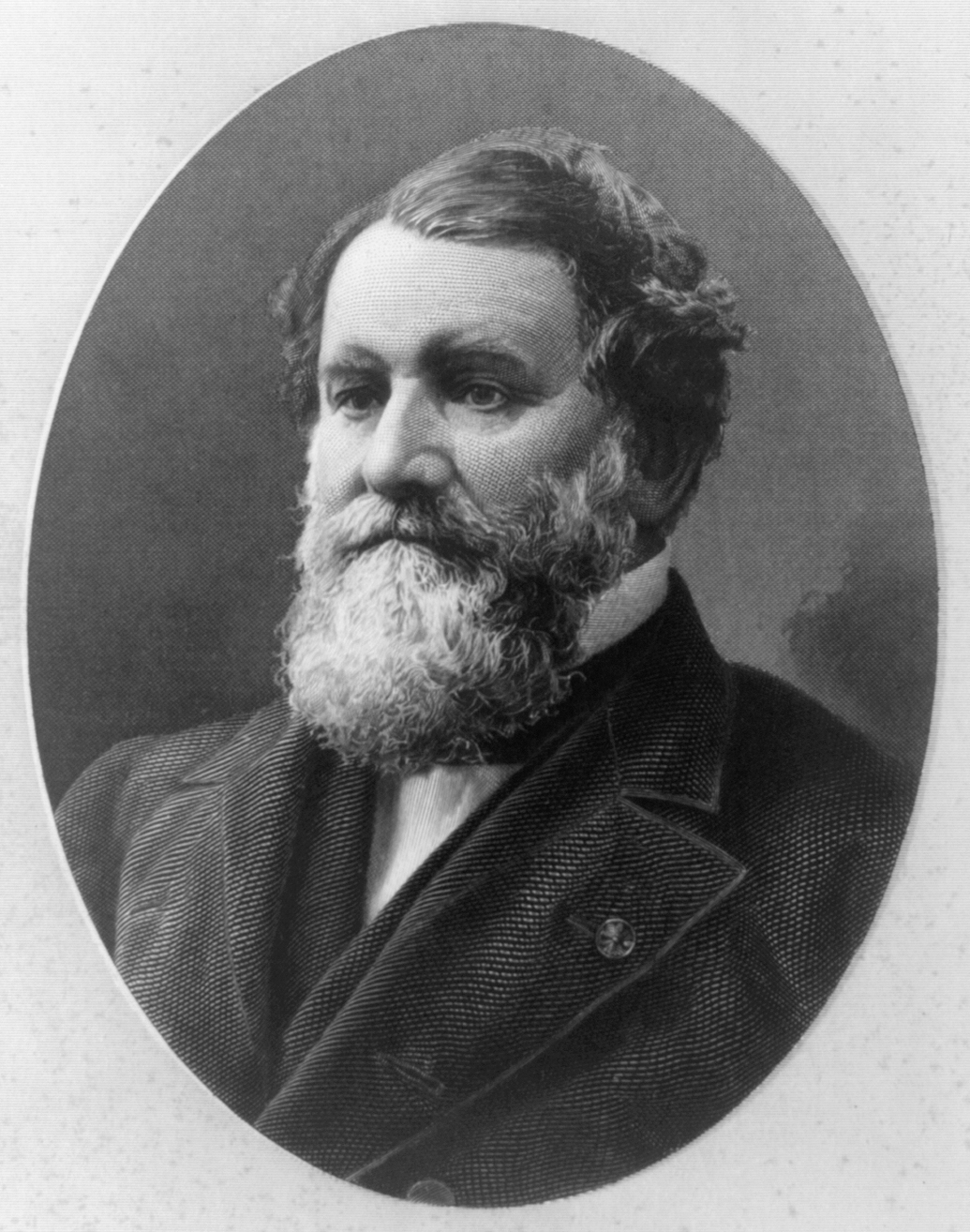
학교이름인을 붙인 사이러스 매코믹

## 같이 보기
- 사이러스 매코믹

## 동문
- 이태근목사(여의도순복음은혜교회) Tae Keun Lee, pastor of Yoido Full Gospel Church